# District de Saryssou
Pour les articles homonymes, voir Saryssou.
Le  district de Saryssou (en kazakh : Сарысу ауданы, en russe : Сарысуский район) est un district de l'oblys de Djamboul au sud du Kazakhstan. Son centre administratif est la localité de Janatas. Le district tient son nom de la rivière Saryssou.